# Breguet’sche Reichweitenformel
Mit der Breguet’sche Reichweitenformel, benannt nach Louis Charles Breguet, kann die Reichweite von motorisierten Flugzeugen berechnet werden. Dabei bezieht sich die ursprüngliche Breguet’sche Formel auf Flugzeuge mit Propellerantrieb (Kolbenmotoren und Propellerturbinen mit geringem Restschub), die aber mit entsprechender Modifikation auch auf Flugzeuge mit Strahltriebwerken
angewendet werden kann.
Der errechnete Reichweitenwert ist nur exakt für konstante Flugzeugmasse, konstante Fluggeschwindigkeit (bei Strahltriebwerken), konstante Leistung (bei Kolbentriebwerken) und konstante Flughöhe.

## Definition
Die Breguet’sche Reichweitenformel gibt die Reichweite für propellergetriebene Flugzeuge an, gemäß
{\displaystyle R=E\cdot {\frac {\eta _{P}}{b_{P}\cdot g}}\cdot \ln \left({\frac {m_{0}}{m_{0}-m_{t}}}\right)}
Dabei sind: R = Reichweite; {\displaystyle \eta _{P}} - Propellerwirkungsgrad; {\displaystyle b_{P}} - leistungsspezifischer Brennstoffverbrauch; {\displaystyle E} = Gleitzahl; m0 = Flugzeugmasse am Startpunkt der Berechnung; mt = verbrauchte Treibstoffmenge während des Reiseflugsegments. Es ist auf konsistente Einheiten zu achten, da der spezifische Kraftstoffverbrauch oft in unterschiedlichen Einheiten angegeben wird. Für Turboproptriebwerke mit geringem Restschub kann diese Formel ebenfalls verwendet werden.
Passt man die Breguet’sche Formel entsprechend an (siehe Herleitung), dann kann man mit ihr auch die Reichweite für Flugzeuge mit Strahlantrieb berechnen:
{\displaystyle R=E\cdot {\frac {V}{b_{F}\cdot g}}\cdot \ln \left({\frac {m_{0}}{m_{0}-m_{t}}}\right)}
Dabei sind: R = Reichweite; {\displaystyle V} = Fluggeschwindigkeit; {\displaystyle b_{F}} - schubspezifischer Brennstoffverbrauch (Strahltriebwerk); {\displaystyle E} = Gleitzahl; m0 = Flugzeugmasse am Startpunkt der Berechnung; mt = verbrauchte Treibstoffmenge während des Reiseflugsegments. Es ist auf konsistente Einheiten zu achten, da der spezifische Kraftstoffverbrauch oft in unterschiedlichen Einheiten angegeben wird.
Für Flüge im schallnahen Bereich (Ma>0,7) ist die Fluggeschwindigkeit v entsprechend v = Ma·a zu korrigieren, wobei Ma die Mach-Zahl und a die Schallgeschwindigkeit in der Flughöhe ist.
Bei einer Veränderung von einem oder mehreren Flugparametern während des Reisefluges stellt die Breguet’sche Formel lediglich eine mehr oder weniger genaue Näherung dar.
Abhilfe schafft in solchen Fällen eine Aufteilung des Reisefluges in mehrere Segmente, wobei die Genauigkeit des berechneten Reichweitenwertes mit der Segmentanzahl gesteigert werden kann. Es sei außerdem darauf hingewiesen, dass für die maximale Reichweite unterschiedliche Gleitzahlen für Propellerflugzeuge und Turboluftstrahlflugzeuge verwendet werden müssen.

## Herleitung
Die Breguet’sche Reichweitenformel mit Propellerantrieb geht vom leistungsspezifischen Brennstoffverbrauch (Spezifischer Kraftstoffverbrauch) aus:
{\displaystyle b_{P}={\frac {{\dot {m}}_{B}}{P}}={\frac {{\dot {m}}_{B}}{F\cdot V}}}
{\displaystyle P} - Vortriebsleistung [kW]; {\displaystyle F} - Schub [N]; {\displaystyle b_{P}} - leistungsspezifischer Brennstoffverbrauch [kg/kW·h]; {\displaystyle V} - Fluggeschwindigkeit [km/h]
Dabei ist
{\displaystyle {\dot {m}}_{B}={\frac {dm_{B}}{dt}}}
der Brennstoffmassenstrom [kg/h] und {\displaystyle t} die Flugzeit.
Die Geschwindigkeit lässt sich als das Verhältnis der zurückgelegten Strecke ({\displaystyle s} - Strecke [km]) und der hierfür benötigten Zeit schreiben:
{\displaystyle V={\frac {ds}{dt}}}
Für die Massenabnahme im Horizontalflug gilt damit:
{\displaystyle dm=-b_{P}\cdot F\cdot V\cdot dt}
Damit kürzt sich {\displaystyle dt} heraus und das Streckendifferential beträgt:
{\displaystyle ds={\frac {1}{-b_{P}\cdot F}}dm}
Mit der Bedingung des horizontalen Fluges besteht ein Kräftegleichgewicht zwischen:
Auftrieb {\displaystyle F_{A}} und
Gewicht {\displaystyle G=m\cdot g} in vertikaler Richtung und analog dazu in horizontaler Richtung zwischen:
Schub {\displaystyle F} und Widerstand {\displaystyle F_{W}}.
Daraus folgt, dass das Verhältnis von Widerstand zu Auftrieb betragsgleich zum Verhältnis von Schub zu Gewicht ist:
{\displaystyle {\frac {F_{A}}{F_{W}}}=\epsilon ={\frac {G}{F}}\to F={\frac {1}{\epsilon }}\cdot m\cdot g}
mit
{\displaystyle \epsilon } - Gleitverhältnis (1/E) [-] und {\displaystyle g} = Fallbeschleunigung [m/s²]
Damit lässt sich der Schub im Streckendifferential ersetzen zu:
{\displaystyle ds={\frac {E}{-b_{P}\cdot m\cdot g}}dm}
Durch Integration von Startmasse {\displaystyle m_{\text{Start}}} bis zur Masse am Ende der Betrachtung {\displaystyle m_{\text{Ende}}}:
{\displaystyle ds=\int _{m_{\text{Start}}}^{m_{\text{Ende}}}{\frac {E}{-b_{P}\cdot m\cdot g}}\,\mathrm {d} m,}
erhält man die Breguet’sche Reichweitenformel mit (idealem) Propellerantrieb:
{\displaystyle R={\frac {E}{b_{P}\cdot g}}\ln \left({\frac {m_{\text{Start}}}{m_{\text{Ende}}}}\right)}
Da der Propeller je nach Auslegung und Betriebszustand unterschiedlich effizient funktioniert,
lässt sich ebenfalls sein Wirkungsgrad {\displaystyle \eta _{P}} berücksichtigen:
{\displaystyle P=\eta _{P}\cdot P^{*}}
mit {\displaystyle P^{*}} - Triebwerksleistung [kW]; {\displaystyle \eta _{P}} - Propellerwirkungsgrad [-]
Daraus ergibt sich die Breguet’sche Reichweitenformel mit Propellerantrieb zu:
{\displaystyle R={\frac {\eta _{P}\cdot E}{b_{P}\cdot g}}\ln \left({\frac {m_{\text{Start}}}{m_{\text{Ende}}}}\right)}
Die Breguet’sche Reichweitenformel mit Strahlantrieb geht vom schubspezifischen Brennstoffverbrauch aus:
{\displaystyle b_{F}={\frac {{\dot {m}}_{B}}{F}}}
{\displaystyle F} - Schub [N]; {\displaystyle b_{F}} - schubspezifischer Brennstoffverbrauch [kg/N·s]; {\displaystyle V} - Fluggeschwindigkeit [m/s]
Das weitere Vorgehen ist analog und man erhält dadurch die Breguet’sche Reichweitenformel mit Strahlantrieb:
{\displaystyle R={\frac {V}{b_{F}\cdot \epsilon \cdot g}}\ln \left({\frac {m_{\text{Start}}}{m_{\text{Ende}}}}\right)}
Bei dieser Reichweitenbestimmung ist also vom Einhalten der konstanten Geschwindigkeit und konstantem Auftriebsbeiwert auszugehen, was zwangsläufig zur Reduzierung der Dichte durch Höhengewinn im Verlauf des Fluges (durch Reduzierung des Fluggewichtes) führen müsste.

## Elektrische Flugzeuge
Bei elektrischen Flugzeugen, die den benötigten Strom alleine aus Batterien beziehen, ändert sich die Masse nicht während des Fluges. Die Formel für die Reichweite ändert sich folgendermaßen:
{\displaystyle R=E^{*}{\frac {1}{g}}\eta _{\text{total}}{\frac {F_{A}}{F_{W}}}{\frac {W_{\text{battery}}}{W_{\text{total}}}}}
mit {\displaystyle E^{*}} Energie pro Massen (z. B. 150-200 Wh/kg für Li-Ionen-Batterien), {\displaystyle \eta _{\text{total}}} die Gesamteffizienz des Antriebssystems (typischerweise 0,7-0,8), {\displaystyle F_{A}/F_{W}=\epsilon } Auftrieb über Widerstand (typischerweise ca. 18), und das Massenverhältnis Batterie zur Gesamtmasse {\displaystyle {\frac {W_{\text{battery}}}{W_{\text{total}}}}} typischerweise ca. 0,3.